# Hendrie Krüzen
Hendrik (Hendrie) Krüzen (Almelo, 24 november 1964) is een Nederlands voetbaltrainer en voormalig voetballer. Hij was wisselspeler van Oranje bij het veroveren van de Europese titel in 1988.

## Clubcarrière
Hij speelde in de jaren tachtig en negentig voor onder andere SC Heracles '74, FC Den Bosch, PSV, AZ en Go Ahead Eagles. In België speelde hij bij KV Kortrijk, RFC de Liège en KSV Waregem. In het seizoen 1992/93 werd hij met KSV Waregem zelfs vice-topschutter in de Belgische competitie met 23 treffers. Hij is oud-international (vijf interlands, nul doelpunten) en werd met het Nederlands elftal Europees kampioen in (toen nog) West-Duitsland in 1988.

## Trainerscarrière
In de seizoenen 2002/03 tot en met 2012/13 was hij in dienst als assistent-coach bij Heracles Almelo, de club waar hij zijn profcarrière begon in het seizoen 1980/81. Daarnaast voetbalt hij nog altijd bij de amateurclub La Première in dezelfde stad. Bij La Première begon hij ooit zelf te spelen.
In december 2007 werd hij hoofdtrainer ad interim bij Heracles Almelo, na het ontslag van Ruud Brood. Vanaf begin 2008 was hij assistent-coach van Gert Heerkes, die aan het begin van seizoen 2009/10 opgevolgd werd door Gert-Jan Verbeek en daarna Peter Bosz. Als assistent van Bosz vertrok Krüzen in 2013 naar Vitesse; na twee seizoenen keerde hij terug bij Heracles Almelo. Op 5 januari 2016 maakte hij bekend dat hij na een half jaar weer vertrok bij Heracles. Krüzen ging als assistent van Peter Bosz aan de slag bij Maccabi Tel Aviv. Hij werd in Almelo opgevolgd door Rob Alflen.
Op 24 mei 2016 werd bekend dat Bosz de overstap maakte van Maccabi Tel Aviv naar Ajax. Krüzen volgde hem naar Amsterdam, hij tekende een contract tot en met 30 juni 2019. Na slechts een jaar bij Ajax maakte hij, andermaal aan de zijde van Bosz, op 6 juni 2017 de overstap naar Borussia Dortmund. Hier werden beiden na teleurstellende resultaten in december 2017 ontslagen. Na ruim een jaar zonder club tekende Bosz in december 2018 een contract voor anderhalf jaar bij Bayer Leverkusen. Hij nam Krüzen wederom mee als assistent-trainer. In juni 2021 tekende Krüzen een tweejarig contract als assistent-trainer bij Olympique Lyon, waardoor hij opnieuw kwam te werken onder hoofdtrainer Peter Bosz. Op 22 juni 2022 werd bekend dat Krüzen terugkeerde naar Heracles, omdat hij naar eigen zeggen geen Frans spreekt.

## Erelijst

### Als speler
| Competitie                    |                 |                 |                 |                 |
| Competitie                    | Aantal          | Jaren           |                 |                 |
| SC Heracles '74               | SC Heracles '74 | SC Heracles '74 | SC Heracles '74 | SC Heracles '74 |
| ----------------------------- | --------------- | --------------- | --------------- | --------------- |
| Eerste divisie                | 1x              | 1984/85         |                 |                 |
| AGOVV                         |                 |                 |                 |                 |
| Algeheel amateurkampioenschap | 1x              | 2001/02         |                 |                 |
| Kampioenschap zondagamateurs  | 1x              | 2001/02         |                 |                 |
| Zondag Hoofdklasse C          | 1x              | 2001/02         |                 |                 |
| Nederland                     |                 |                 |                 |                 |
| Europees kampioenschap        | 1               | 1988            |                 |                 |